# Chronologie der Unruhen in Osttimor 2006
Diese Liste führt die Vorfälle während der Unruhen in Osttimor 2006 auf.

## 2006

### Januar 2006
11. Januar 2006: Präsident Xanana Gusmão erhält eine Petition von Soldaten des 1. Bataillons der Verteidigungskräfte Osttimors F-FDTL, in denen sie sich über die schlechten Arbeitsbedingungen und Beförderungsregelungen, die Bewohner des westlichen Teils Osttimors benachteiligen würden, beschweren.

### Februar 2006
8. Februar 2006: Über 400 Soldaten ziehen in die Hauptstadt Dili und forderten die Entlassung des Kommandanten des 1. Bataillons Colonel Falur aufgrund der Diskriminierungen. Präsident Xanana Gusmão kann zunächst die Soldaten zur Rückkehr in die Kaserne bewegen, doch dann desertierten 404 der insgesamt etwa 1.600 Soldaten der F-FDTL und schlagen ihr Lager in Aileu auf.
25. Februar 2006: Weitere 177 Soldaten schließen sich den Deserteuren an. Premierminister Alkatiri wird beschuldigt, Firaku aus dem Osten des Landes bei den Beförderungen zu bevorzugen.
14. Februar 2006: Brigadegeneral Taur Matan Ruak entlässt die inzwischen insgesamt 591 Deserteure offiziell aus dem Dienst.

### März 2006
März: Die Soldaten verweigern einen Aufruf zur Rückkehr in die Kasernen. Einige Zeit später schließen sich einige Polizisten den Soldaten an. Premierminister Alkatiri entlässt daraufhin die Deserteure.

### April 2006
Anfang April: Außenminister José Ramos-Horta kündigt die Einsetzung eines Ausschusses an, der die Beschwerden der ehemaligen Soldaten anhören sollte.
24. April bis 28. April 2006: Die ehemaligen Soldaten demonstrieren mit zivilen Unterstützern, zumeist arbeitslose Jugendliche, in den Straßen von Dili. 3.000 Menschen protestieren gegen die Entlassung der Soldaten und fordern den Rücktritt Alkatiris. Der ursprünglich friedliche Protest schlägt in Gewalt um, als die Soldaten einen Markt angriffen, der von Firaku geführt wurde.
24. April: Meuterer beschießen das Wohnhaus von General Taur Matan Ruak. Es kommt zum Schusswechsel.
28. April 2006: Bei den Protesten kommt es zum Zusammenstoß zwischen den Deserteuren und den F-FDTL, die in die Menge schossen. In den darauf folgenden Ausschreitungen sterben fünf Menschen, mehr als 100 Häuser werden niedergebrannt und etwa 21.000 Bewohner Dili fliehen aus der Stadt. Rebellenchef Salsinha behauptet, dass bei den Kämpfen Alkatiri-treue Soldaten 60 Zivilisten getötet hätten. Diese Zahl wird in keiner weiteren Quelle bestätigt oder aufgeführt.

### Mai 2006
4. Mai 2006: Major Alfredo Alves Reinado desertiert zusammen mit 20 in Australien ausgebildeten Militärpolizisten, vier Polizisten und zwei Lastwagen voller Waffen und Munition. Er schließt sich den Rebellen an und fordert die Entlassung Premierministers Marí Bin Amude Alkatiri. Alkatiri soll den Beschuss der Demonstranten am 28. April befohlen haben.
5. Mai 2006: Am Abend fordert Leutnant Salsinha Präsident Gusmão auf, Alkatiri zu entlassen und die F-FDTL innerhalb der nächsten 48 Stunden aufzulösen. Zuvor hat Salsinha einen Kontaktversuch Gusmãos mit den Worten beantwortet, es sei jetzt „zu spät“.
Unter den Bewohnern von Dili kommt es zu einer Panik. 75 % der Bevölkerung flieht in die nahen Berge, als sich Gerüchte von neuen Kämpfen verbreiteten. Diese bleiben aber aus, und die Flüchtlinge beginnen einige Tage später wieder in die Stadt zurückzukehren. Ausländische Botschaften geben Sicherheitswarnungen heraus und ziehen ihr Personal ab. Premierminister Alkatiri kündigt die Untersuchung von Vorwürfen der Desertierten an und bietet an, rückwirkend ab März wieder Gehälter an sie auszuzahlen.
8. Mai 2006: Beim Sturm auf das Büro eines regionalen Staatssekretärs außerhalb Dilis durch etwa 1.000 Menschen, stirbt ein Polizist.
9. Mai 2006: Premierminister Alkatiri bezeichnet die Gewalt als Staatsstreich, der die demokratischen Institutionen behindern wolle, bis die einzige Lösung die Auflösung des Parlamentes durch den Präsidenten wäre, wodurch die Regierung gestürzt würde.
10. Mai 2006: Die Regierung führt offizielle Verhandlungen mit den Rebellen. Den ehemaligen Soldaten wird angeboten, dass sie eine Unterstützung für ihre Familien entsprechend dem vorherigen Sold erhalten würden.
11. Mai 2006: Der Abzug der letzten Verwaltungsbeamte und UN-Polizei des United Nations Office in Timor-Leste (UNOTIL), der für den 20. Mai geplant war, wird auf Juni verschoben.
Außenminister Ramos-Horta beschuldigt Fernando Lasama, den Vorsitzende der Partido Democrático, die Unruhen angeheizt habe.
12. Mai 2006: Der australische Premierminister John Howard gibt bekannt, dass, obwohl es noch keine offizielle Anfrage der osttimoresischen Regierung gab, australische Streitkräfte mit den Landungsschiffen HMAS Kanimbla (L-51)  und HMAS Manoora (L-52) zur Unterstützung bereitstünden.
Mitte Mai: Über mehrere Wochen liefern sich die Rebellen in den Hügeln bei Dili immer wieder heftige Feuergefechte mit F-FDTL-Truppen. Diese forderten viele Tote und Verletzte. Major Reinado verübt mehrere Angriffe auf die Hauptstadt Dili, darunter einen am 23. Mai, bei der ein F-FDTL-Soldat getötet und sechs weitere verletzt werden. Zusätzlich erschweren nun plündernde Banden in Dili und ausbrechende ethnische Konflikte die Situation. Die Bevölkerung flieht in Kirchen in und Flüchtlingslager außerhalb der Stadt.
24. Mai 2006: Außenminister Ramos-Horta ruft offiziell die Regierungen von Australien, Neuseeland, Portugal und Malaysia um militärische Unterstützung an.
Der portugiesische Außenminister Diogo Freitas do Amaral kündigt die Entsendung von 120 Mann der Republikanischen Nationalgarde (GNR) an. Sie sollen sich acht hohen Offizieren der Spezial Operationsgruppe der portugiesischen Nationalpolizei anschließen. Die portugiesische Luftwaffe beginnt mit der Evakuierung von mehr als 600 portugiesischen Bürgern aus Osttimor.
Der portugiesische Präsident Aníbal Cavaco Silva und Premierminister José Socrates rufen zu einem Ende der Gewalt auf. Auf einem Treffen der Außenminister der EU fordert Portugals Außenminister die EU-Mitgliedstaaten auf, die Gewaltakte der Rebellen zu verurteilen.
25. Mai 2006: Ein australisches Vorauskommando trifft in Dili ein, um den internationalen Flughafen abzusichern. Am selben Tag dringen einige Rebellen in Dili ein und liefern sich schwere Gefechte mit den F-FDTL und Polizeikräften. Mindestens acht unbewaffnete Polizisten werden erschossen, 25 Menschen verletzt.
Die neuseeländische Premierministerin Helen Clark verlangt mehr Informationen, welche Unterstützung Osttimor von Neuseeland erwartet, bevor sie Truppen zusagen würde. Clark sagt: „Es ist wichtig, dass man nicht in das, was einige für einen Konflikt zwischen zwei Gruppen halten, reingeht und anscheinend Partei für eine Seite ergreift.“ Auch Entscheidungen des Weltsicherheitsrates sollten berücksichtigt werden.
Die UNOTIL eröffnet außerhalb Dilis ein Flüchtlingscamp für 1.000 Personen.
26. Mai 2006: Neuseeland entsendet 42 Soldaten.
27. Mai 2006: Banden, die aus verschiedenen Landesteilen stammten, kämpfen in den Straßen von Dili. Autos und Häuser werden angezündet, drei Timoresen ermordet. Die Einwohner Dilis fliehen aus der Stadt und sammeln Flüchtlinge sich in Kirchen, der australischen Botschaft und am Flughafen.
Erstmals werden Journalisten Ziel der Gewalt als ein Wagen mit vier Mitarbeitern von AFP und AP angegriffen wird. Als ein Firaku in das Auto springt und ein weiterer aufs Dach um vor mehreren Kaladi zu fliehen, wird das Auto vom Mob attackiert.
Präsident Gusmão Malaysia bittet Malaysia die Landesgrenze zu Indonesien zu sichern. Zivilisten sollten daran gehindert werden, aus dem Land zu fliehen. Malaysia lehnt dies ab.
Ein zweites Kontingent mit 120 neuseeländischer Soldaten verlässt Christchurch in Richtung Osttimor über Townsville. Laut Clark sollten die Truppen dort eingesetzt werden, wo das australische Kommando sie benötigt.
Die UN kündigt den Abzug des Großteils ihrer Mitarbeiter an.
29. Mai 2006: Die revoltierenden Soldaten unter Major Agosto de Araújo bieten Friedensgespräche an.
Bewaffnete Banden in Dili plündern trotz internationaler Truppen weiter. Es kommt zu Zusammenstößen mit australischen Truppen, als diese Zivilisten in Sicherheit bringen wollen. Laut einem australischen Major verwenden die Plünderer Mobiltelefone, um ihre Angriffe zu koordinieren.
Brigadegeneral Slater trifft militärische und zivile Führer Osttimors und bekommt zugesichert, dass die F-FDTL-Soldaten in ihrer Kasernen zurückgezogen werden würden. Der australische Verteidigungsminister Brendan Nelson fordert, dass Osttimor die Rechte der internationalen Eingreiftruppe ausweiten und ihr zum Beispiel Polizeiautorität übergeben müsse, um die Gangs zu bekämpfen.
Der australische Premierminister John Howard weist Kritik an den australischen Truppen zurück, sie hätten Dili nicht schnell genug gesichert. Die Krise sei gefährlicher als die Unruhen von 1999. Außerdem erklärte er: „Wir können eine Situation – weltweit, aber besonders in unserer eigenen Nachbarschaft – nicht hinnehmen, in der Australien ermahnt wird, die Unabhängigkeit eines Landes zu respektieren, wenn einerseits behauptet wird, wir würden uns bevormundend verhalten, indem wir unsere Ansicht äußern oder zu intervenieren versuchen, wir andererseits aber kritisiert werden, nicht eingegriffen zu haben, sobald etwas schiefgeht“.
Sitzung des Staatsrat Osttimors mit Präsident Gusmão. Gusmão unterbricht die Sitzung am Nachmittag, als sich draußen eine Menschenmenge versammelte, die pro Gusmão/Ramos-Horta und contra Alkatiri demonstrieren. Gusmão fordert die Demonstranten auf, ihre Waffen niederzulegen und nach Hause zurückzukehren.
30. Mai 2006: Fortsetzung der Sitzung des Staatsrates mit Präsident Gusmão. Nach dem Ende der Sitzung und einer Krisensitzung des Kabinetts erklärt Gusmão den nationalen Notstand für mindestens 30 Tage und übernimmt das alleinige Oberkommando über Polizei und Streitkräfte. Armee und internationale Streitkräfte sollen Polizeigewalt erhalten, um die kriminellen Banden in den Griff zu bekommen. Gusmão ruft zur Ruhe auf. Premierminister Alkatiri widersetzt sich aber der Übernahme und betonte, dass Verteidigung und innere Sicherheit immer noch Aufgabe der Regierung sei.
Hunderte Demonstranten fordern den Rücktritt von Premierminister. In der Nacht des 31. Mai brannten Banden den Markt von Dili und weitere Häuser nieder.

### Juni 2006
1. Juni 2006: Gusmão besucht ein Flüchtlingscamp beim Hauptquartier der Vereinten Nationen. Er ruft die Leute zur Rückkehr in ihre Häuser auf, wo sie selbst für Ruhe und Ordnung sorgen sollten.
Die Alkatiri-Vertrauten Innenminister Rogerio Lobato und Verteidigungsminister Roque Rodrigues treten zurück. Lobato machte für die Krise Gegner der Regierung verantwortlich, die zu Gewalt anstatt zu politischen Mitteln greifen würden. Außenminister Ramos-Horta übernahm umgehend auch das Verteidigungsministerium. Neuer Innenminister wurde Alcino Baris.
2. Juni 2006: Etwa 1.000 Menschen warten mehrere Stunden vergeblich auf die Verteilung von Lebensmitteln und plündern daraufhin ein Lagerhaus der Regierung, in dem Computer, Möbel und anderes gelagert wurden um diese für Lebensmittel zu verkaufen. Australische Soldaten vor Ort verhindern die Plünderung nicht, da sie noch keine Polizeirechte haben und die von ihnen herbeigerufene portugiesische Polizei kommt erst an, als das Lagerhaus praktisch leer war.
500 bis 600 Menschen demonstrieren vor dem Haus der Regierung für den Rücktritt von Premierminister Alkatiri. Osttimoresische Polizisten, die gegen die Demonstranten vorgehen wollen, werden von australischen Soldaten aufgehalten. Den Polizisten wird ihre einzige Bewaffnung, mehrere Dosen Pfefferspray abgenommen, da die Soldaten den Auftrag hatten alle Waffen auf den Straßen zu konfiszieren.
Der Kommandant der australischen Truppen, Brigadegeneral Slater trifft den Rebellenführer Major Reinhado in seinem Stützpunkt in Aileu. Reinhado wiederholt seine Forderung nach einem Rücktritt Alkatiris, doch dieser verwirft diese mit der Gegenforderung, dass alle „irregulären Truppen“ ihre Waffen abgeben sollen. In einem Interview sagt Slater, dass er Reinhado nicht zur Aufgabe oder zu Verhandlungen aufgerufen hat, weil die Situation sich nicht zum Diskutieren geeignet hat. Bisher seien nicht alle Gruppen bereit, daran teilzunehmen. Slater sagt, dass die Gewalt teilweise gesteuert zu sein scheint und dass er mit Militär, Polizei, Regierung und Reinhado zusammen arbeite, um herauszufinden, wer diese Gewalt plane.
In der Nacht zum 3. Juni plündern und brandschatzen Gangs wieder ein Dutzend Häuser in Dili und erzwingen die zeitweise Schließung der Hauptstraße zwischen Dili und dem Flughafen Comoro. Hier haben die internationalen Truppen ihren Stützpunkt. Australische und malaiische sicheren die Straße wieder schnell.
3. Juni 2006: Zwei Schiffe der Malaysischen Marine erreichen Dili: Die KD Mahawangsa und die KD Inderasakti. Sie bringen Ausrüstung für die malaysischen Truppen. Nach Ankunft der Malaysier sicheren sie Botschaften, den Hafen, Kraftwerke, das Öldepot und Krankenhäuser.
5. Juni 2006: Es kommt zum Zusammenstoß zwischen rivalisierenden Banden mit je über hundert Mitglieder. Sie bekämpfen sich mit Speeren, Macheten und Steinschleudern, bis sie durch australische Truppen getrennt werden. In den letzten Tagen ging die Gewalt im Vorort Comoro weiter, wo viele Gruppen aus den verschiedenen Landesteilen nebeneinander leben. Im Zentrum Dilis ist inzwischen wieder Ruhe eingekehrt. Geschäfte eröffnen wieder und beschädigte Gebäude und Läden werden repariert.
6. Juni 2006: Ein Konvoi mit Anti-Alkatiri-Demonstranten aus dem Westen des Landes fährt durch den Vorort Comoro bis zu den Regierungsgebäuden im Zentrum Dilis. Der Konvoi besteht aus mindestens 30 Lastwagen, begleitet von Bussen und Motorrädern. Malaiische und australische Soldaten eskortieren den Konvoi mit gepanzerten Fahrzeugen und einen Black Hawk-Hubschrauber. Außer einigen Steinwürfe in Comoro kommt es zu keiner Gewalt. Außenminister Ramos-Horta hat für den friedlichen Verlauf gesorgt, indem er die bis zu 2.500 Demonstranten dazu bewog, sich am malaiischen Kontrollpunkt in Tibar, westlich vom Flughafen, zu versammeln und ihre Waffen abzugeben, bevor sie nach Dili zogen. Die Menge verlangt den Rücktritt Alkatiris, bezeugt aber gleichzeitig ihre Unterstützung für Gusmão. Gusmão spricht später von einem Autodach aus zu den Demonstranten vor seinem Büro und ruft sie auf, ihn den Frieden nach Osttimor zurückbringen zu lassen. Unter Tränen erklärte er, das Wichtigste sei jetzt, die Leute dazu zu bringen, das Brandschatzen und Schießen zu beenden. Der Konvoi fährt in der Innenstadt eine Runde, bevor sich die Leute friedlich zerstreuen.
7. Juni 2006: Alkatiri stimmt Untersuchungen durch die Vereinten Nationen zu, die sich mit den Vorfällen im April und Mai, befassen sollen. Dies ist das Ergebnis von getrennten Treffen des UNOTIL-Vertreters, Sukehiro Hasegawa, mit Alkatiri und Rebellenführern, unter anderem mit Tarak Palasinyar und Reinhado.
Der australische Verteidigungsminister Brendan Nelson gibt bekannt, dass die osttimoresische Justiz nun erfolgreich gegen die Straßengangs vorgehe. Kriminelle würden nun vor Gericht gebracht und verurteilt.
8. Juni 2006: Gegen den ehemaligen Innenminister Rogerio Lobato kommen Vorwürfe auf, er habe im Auftrag Alkatiris Zivilisten bewaffnet um gegen politische Gegner vorzugehen. Der australische Fernsehsender ABC berichtet, die Gruppe bestehe aus 30 Personen, die mit Sturmgewehren, Munition, zwei Fahrzeugen und Uniformen ausgerüstet seien. Der Kommandant dieser Miliz, Colonel Railos (eigentlicher Name: Vicente da Conceicão) sagt aus, sie hätten den Auftrag gehabt alle rebellierenden Soldaten zu töten. Nachdem sie aber fünf Männer bei Gefechten in Dili verloren hatten, hätten sie eingesehen, dass die Bewaffnung von Zivilisten zu Blutvergießen und Toten auf beiden Seiten führe. Daher wollen sich die Männer Präsident Gusmão unterwerfen. Alkatiri bestreitet energisch, dass die Regierung Zivilisten bewaffnet habe. Außenminister Ramos-Horta nennt diese Vorwürfe ebenfalls „schwer zu glauben“.
9. Juni 2006: Der ursprüngliche Anführer der Rebellen Leutnant Gastão Salsinha wiederholt die Vorwürfe Colonels Railos. Salsinha sagt, Ex-Innenminister Lobato habe 200 Sturmgewehre an Zivilisten verteilt, die aus Polizeibeständen gestohlen wurden.
Die EU gewährt Osttimor eine Finanzhilfe von 18 Millionen Euro. EU-Kommissionspräsident José Manuel Barroso erklärt, Osttimor habe die „volle Unterstützung und Solidarität“ der EU.
Die Lage in Dili beruhigt sich aufgrund der internationalen Truppen.
11. Juni 2006: Unruhen in Maubisse. Der Ort gilt als eine Hochburg der aus den Streitkräften entlassenen Soldaten. Hunderte Menschen demonstrieren auf den Straßen. Als ein Mann unter ungeklärten Umständen eine Stichwunde erleidet, beginnen zwei rivalisierende Gruppen von Demonstranten sich Straßenkämpfe zu liefern. Polizisten feuern in die Luft und drohen mit dem Einsatz einer Granate. Gleichzeitig fallen auch in der Menge Schüsse, so dass die Demonstranten schließlich in Panik fliehen.
16. Juni 2006: Nach einer Woche Verhandlungen übergeben die Rebellen, unter ihnen Alfredo Reinado, in Lagern bei Gleno und Maubisse, ihre M16-Gewehre und andere Waffen, unter der Bedingung, dass die internationalen Truppen ihre Sicherheit garantieren.
20. Juni 2006: Der Weltsicherheitsrat beschließt eine Friedenstruppe nach Osttimor zu schicken, die die ausländischen Truppen bis zum 20. August ablösen soll.
21. Juni 2006: Präsident Gusmão droht mit Rücktritt, falls Premierminister Alkatiri nicht bis zum Abend des 27. Juni zurücktritt. Gusmão begründete die Forderung mit dem Vorwurf, Alkatiri habe Todesschwadronen auf politische Gegner gehetzt.
Gegen den ehemaligen Innenminister und Vertrauten Alkatiris Rogerio Lobato ergeht Haftbefehl. Die Anwälte des zunächst unter Hausarrest stehenden ehemaligen Innenministers Lobato beschuldigen Australien, dessen Militär hätte Lobatos Menschenrechte verletzt. Lobato sei gewaltsam und ohne Haftbefehl von australischen Soldaten in seinem Haus gefangen genommen worden. Außerdem werden nun auch Vorwürfe durch die portugiesische Regierung laut, Australien hätte sich in die inneren Angelegenheiten Osttimors eingemischt.
Der oberste Staatsanwalt Longuinhos Monteiro betont, gegen Alkatiri gäbe es keine Beweise. Später wird bekannt, dass der oberste Polizeichef Osttimors Paulo Martins Alkatiri über die Bewaffnung der Zivilisten durch den Innenminister informiert hat. Dies sei, laut Staatsanwaltschaft, auch durch Beweise dokumentiert. Alkatiri seien aber deswegen keine Vorwürfe zu machen. Staatsanwalt Monteiro warnt aber Colonel Railos, dass ihm und seiner Miliz weitere Strafen wegen des Besitzes von illegalen Waffen drohen.
23. Juni 2006: 333 Polizisten und Soldaten aus Malaysia werden in Osttimor stationiert. Weitere sollen folgen.
25. Juni 2006: Außenminister und Friedensnobelpreisträger José Ramos-Horta, der Minister für Verkehr, Kommunikation und Öffentlichkeitsarbeit Ovídio Amaral und der Vize-Gesundheitsminister Luis Lobato treten von allen ihren politischen Ämtern zurück. Damit protestierten sie gegen die Entscheidung der FRETILIN an Premierminister Alkatiri festzuhalten.
26. Juni 2006: Alkatiri übernimmt die Verantwortung für die Unruhen und erklärt seinen Rücktritt. Angeblich hatten zuvor weitere sieben Mitglieder seiner Regierung mit ihrem Rücktritt gedroht. Auf den Straßen Dilis kommt es zu Freudenbekundungen. Hunderte feiern mit Hupkonzerten und LKW-Konvois. Die Demonstranten fordern Alkatiri aufgrund der Vorwürfe betreffs der Todesschwadronen vor Gericht zu stellen und das Parlament aufzulösen. Wieder brennen Häuser. Präsident Gusmão nimmt das Rücktrittsgesuch umgehend an. Bischof da Silva begrüßt den Rücktritt Alkatiris ebenso, wie die australische Regierung.
30. Juni 2006: Alkatiri weigert sich, einer Vorladung der Untersuchungsbehörden, die gegen den inzwischen entlassenen Innenminister Lobato ermitteln, Folge zu leisten. Er verweist auf seine Privilegien als Abgeordneter des Parlamentes, dem er immer noch angehört.

### Juli 2006
1. und 2. Juli 2006: Tausende Anhänger Alkatiris und der FRETILIN werden mit Lastwagen nach Dili gefahren, um dort zu demonstrieren. Sie werden von den ausländischen Truppen auf Waffen durchsucht und dann in die Stadt geleitet.
Ein Schweizer Priester berichtet, dass viele Menschen jetzt heiraten. In seiner Pfarrkirche finden Massenhochzeiten statt mit bis zu 80 Paaren auf einmal.
8. Juli 2006: Nach Gesprächen zwischen Präsident Gusmão und der FRETILIN wird José Ramos-Horta zum neuen Premierminister ernannt. Die potentiellen Kandidaten Estanislau da Silva und Gesundheitsminister Rui Maria de Araújo werden Stellvertreter.
10. Juli 2006: José Ramos-Horta wird als neuer Premierminister Osttimors vereidigt.
Danach erklärt er, dass die Ratifizierung der Verträge über die Aufteilung der Nutzung der Erdöl- und Erdgasfelder möglichst schnell ratifiziert werden sollen.
14. Juli 2006: Bis zu diesem Zeitpunkt sind durch die Unruhen mindestens 37 Menschen ums Leben gekommen, 155.000 sind aus ihren Häusern geflohen.
18. Juli 2006: Australiens Premierminister John Howard besucht Osttimor. Beim Treffen mit Ramos-Horta kündigt Howard eine schrittweise Reduzierung der australischen Truppen an.
19. Juli 2006: Das australische Kriegsschiff Kanimbla verlässt Osttimor Richtung Heimat. Mit an Bord, 250 Soldaten und die vier Blackhawk-Hubschrauber.
20. Juli 2006: Ex-Premierminister Alkatiri wird von Staatsanwalt Longuinhos Monteiro zu den Vorwürfen er habe Zivilisten bewaffnet, zwei Stunden befragt. Danach erklärt Monteiro, Alkatiri gelte als Verdächtiger und dürfe die nächsten 15 Tage die Hauptstadt nicht verlassen.
Kaffeepflanzer beklagen, dass aufgrund der Unruhen etwa 20 % der Kaffeeernte verloren gegangen ist, was für Osttimor einen großen Verlust darstellt. Die Früchte konnten nicht geerntet werden und sind auf dem Boden verrottet.
25. Juli 2006: In der Nacht werden Rebellenführers Major Alfredo Reinado und 21 seiner Männer, durch australische Soldaten, aufgrund der am Tag zuvor abgelaufenen Amnestie für Waffenbesitz in Dili verhaftet. Bei ihnen werden verbotene Handfeuerwaffen und Munition sichergestellt.
26. Juli 2006: Thailand und die Philippinen wollen eventuell ebenfalls Polizisten zur Wiederherstellung der Ordnung nach Osttimor senden wollen. Dies würde dem australischen Premierminister Drowner entgegenkommen, der bei seinem Besuch in Malaysia erklärt, Australien wolle nur so lange wie nötig, seine Truppen in Osttimor belassen. Bald solle die Zahl der australischen Soldaten reduziert werden.
27. Juli 2006: Reinado wird vor ein osttimoresisches Gericht geführt. Er muss nun mit einer Haftstrafe von fünf Jahren wegen Mordes und Entwendung von Militäreigentum rechnen. 13 weitere seiner Männer werden ebenfalls für verschiedene Vergehen angeklagt. Die anderen werden freigelassen.

### August 2006
5. August 2006: Banden sollen mit hundert Personen an verschiedenen Orten Dilis aufgetaucht sein. Polizisten trieben Steine werfende Jugendliche in Comoro und nahe der australischen Botschaft auseinander.
6. und 7. August 2006: Erstmals kommt es zu schweren Zwischenfällen nach dem Amtsantritt Ramos-Hortas als Premierminister. Insgesamt nehmen internationale Polizisten 40 junge Männer fest. Einige hatten mit Steinen geworfen oder mit Macheten, Metallstangen und Steinschleudern Kämpfe ausgetragen. 19 Männer werden nahe dem Flughafen gefangen genommen, als sie einen Angriff auf ein Flüchtlingslager planen.
Mit dem Ruf „Tötet alle Firaku“ stürmt eine Bande in eine Kirche mit Flüchtlingen. Einige Bandenmitglieder sollen Anhänger des verhafteten Alfredo Reinado sein, andere waren Kaladis, welche die Firakus aus der Stadt vertreiben wollen.
18. bis 21. August 2006: Jugendliche zünden mehrere Häuser in Comoro an. Während Zeugen von bis zu hundert Häusern und 1.500 Randalierern sprachen, erklären Vertreter der internationalen Polizei, dass nur sechs Häuser brannten.
21. und 22. August 2006: Molotowcocktails werden in ein Flüchtlingslager geworfen. 25 Personen werden von der internationalen Polizei verhaftet. Insgesamt hat die internationale Polizei seit sie im Mai aufgestellt wurde, 268 Personen verhaftet.
Sieben australische Polizisten und ein malaysischer Soldat werden bei den Unruhen leicht verletzt.
25. August 2006: Der Weltsicherheitsrat der Vereinten Nationen einigt sich auf eine Mission in Osttimor mit 1.600 Polizisten und 34 Militärberatern. Die UNMIT (UN Integrated Mission in Timor-Leste) soll gemäß Resolution 1704 die Sicherheit wiederherstellen, beim wirtschaftlichen Aufbau helfen und die anstehenden Präsidenten- und Parlamentswahlen im nächsten Jahr unterstützen.
29. August 2006: Malaysia kündigt an, im Laufe der Woche seine 400 Soldaten aus Osttimor abzuziehen.
30. August 2006: Reinado gelingt die Flucht aus dem Gefängnis. Auf einem Videoband erklärt er der Nachrichtenagentur Reuters, er sei geflohen, weil er dem Justizsystem in Dili nicht vertraue. Er wolle aber für seine Taten Verantwortung übernehmen, sobald die Justiz sich entwickelt habe. Insgesamt sind 57 Gefangene einfach aus dem Tor vom Gefängnis Becora nahe Dili herausgelaufen. Sie hatten die Wärter mit Rasenscheren bedroht, die daraufhin die Türen öffneten. Danach nutzten sie die Besuchszeit um aus dem Gefängnis zu entkommen. 148 weitere Gefangene in Becora sind nicht geflohen.
Premierminister Ramos-Horta gibt Australien die Schuld für den Ausbruch, da mehrfache Anfragen, australische Truppen sollen das Gefängnis bewachen, nicht nachgekommen worden sei. Australien weist die Vorwürfe zurück.
Der zurückgetretene Premierminister Alkatiri behauptet in einem Interview, ausländische Offiziere aus dem Westen hätten versucht einen Staatsstreich gegen ihn zu organisieren, weil er zu unabhängig gewesen sei und Australiens Interessen im Öl- und Gasfeld gestört habe. Ob diese Offiziere Amerikaner oder Australier seien, wäre nicht klar, sagte Alkatiri, aber sie hätten Englisch gesprochen. Australiens Premier Howard habe ihn auch zum Rücktritt gedrängt.
31. August 2006: Die malaysischen und 44 neuseeländische Soldaten verlassen Osttimor.

### September 2006
1. September 2006: Bei einer Schießerei in einem Flüchtlingslager werden vier Personen getötet und zwei verletzt. Im Zentrum Dilis werden bei Bandenkämpfen sechs bis acht Menschen verletzt.
2. September 2006: Der entflohene Rebellenchef Reinado bezeichnet in einem Interview beim staatlichen Fernseh- und Radiosender RTTL Premierminister Ramos-Horta und seine Regierung als unfähig und nicht gut. Später droht Reinado, er würde auf Soldaten der internationalen Truppe schießen. Er würde sich verteidigen und lehnt es ab aufzugeben.
Bei Kämpfen zwischen rivalisierenden Banden werden vier Menschen angeschossen, ein weiterer mit einer Machete verletzt.
7. September 2006: Der australische Premierminister Howard kündigt an, er werde weitere 120 Infanteriesoldaten nach Osttimor schicken. Der Außenminister Osttimors José Guterres schränkt die Aussage ein, es müssten erst weitere Gespräche zwischen den beiden Ländern geführt werden, bevor Osttimor das Angebot Australiens akzeptieren würde.
13. September 2006: Beginn der neuen UN-Mission UNMIT. Bei einer Zeremonie in der Hauptstadt Dili tritt die neue UNO-Truppe ihren Einsatz an. Die UNMIT besteht zu diesem Zeitpunkt aus 554 Polizisten. Nach der Zeremonie kündigt Premierminister Ramos-Horta seinen Rücktritt für den Fall an, dass Milizen und oppositionellen Gruppen weiter gewaltsam Widerstand gegen die Regierung leisten.
Wenige Stunden nach dem Beginn der UN-Mission beschießen sich am Abend rivalisierende Banden mit Pfeilen in der Nähe des Präsidentenpalastes. Ein 19-Jähriger wird dabei getötet. Etwa 60 portugiesische Soldaten feuern Gummigeschosse ab, um die Kämpfer auseinanderzutreiben. Am nächsten Tag war es in Dili wieder ruhig.
19. September 2006: Brigadegeneral Mick Slater erklärt, dass bisher mehr als 1.700 Handfeuerwaffen von den internationalen Truppen eingesammelt worden seien. Die Waffen des Militärs seien gesichert worden, ebenso die Mehrheit der Polizeiwaffen.
20. September 2006: Der ehemalige Präsident von Kap Verde António Mascarenhas Monteiro akzeptiert seine Berufung als Sondergesandter von UN-Generalsekretär Kofi Annan für Osttimor. Monteiro soll die Leitung der UNMIT von Sukehiro Hasegawa übernehmen, dessen Amtszeit endet.
23. September 2006: Ein Firaku wird in Lurumata verprügelt. Familie und Freunde des Opfers sinnen daraufhin auf Rache. Etwa hundert Kaladi-Familien fliehen deswegen aus Lurumata. Die Polizei trennt die kämpfenden Parteien.
24. September 2006: Ein öffentliches Verwaltungsgebäude in Fatuhada/Dili wird von Unbekannten in Brand gesteckt.
25. September 2006: Verfeindete Gruppen bewerfen sich mit Steinen in der Nähe des Marktes von Comoro (Stadtteil Lurumata) infolge des Vorfalls vom 23. September.
Monteiro lehnt das Amt als UN-Sondergesandter mit der Begründung ab, einige Konfliktparteien hätten Bedenken gegenüber ihm.
27. September 2006: Die ersten 25 timoresischen Polizeibeamten nehmen wieder ihren Dienst auf. Sie werden von UN-Polizisten (UNPol) betreut.
Premierminister Ramos-Horta trifft in Gleno Gastão Salsinha, einen Führer der desertierten Soldaten. Hier halten sich 100 der „Petitioners“, wie sie in der Gegend genannt werden, auf. Das Büro des Premierministers erklärt, die Männer hätten sich seit April aus jeglichen politischen Betätigungen rausgehalten. Eine Kommission soll sich mit ihren Beschwerden befassen und der Finanzminister suche nach einer Möglichkeit die Männer finanziell zu unterstützen, die seit Ausbruch der Unruhen nicht mehr bezahlt wurden.

### Oktober 2006
Erste Oktoberwoche 2006: Neuseeland entsendet weitere 25 und Malaysia 140 Polizisten für die UNMIT.
9. Oktober 2006: Ein Mann stirbt bei Bandenkämpfen in Dilis Ortsteil Colmera.
Die UNO legen erste Teile ihres Berichts zu den Unruhen in der ersten Jahreshälfte vor. Etwa hundert Personen wird darin falsches Vorgehen vorgeworfen, darunter führenden Politiker und Sicherheitskräfte. Die UNO fordert in einigen Fällen sogar, dass die Beschuldigten angeklagt werden sollen. Der geflohene Rebellenchef Alfredo Reinado beschuldigt seinerseits die Internationale Friedenstruppe bisher beim Einsammeln der Waffen versagt zu haben.
11. Oktober 2006: Kambodscha kündigt an, Truppen zur Friedenssicherung nach Osttimor zu schicken.
Ramos-Horta bezeichnet es als absoluten Unsinn, dass Australien daran beteiligt gewesen sein soll, Alkatiri aus dem Amt zu drängen.
12. Oktober 2006: Ramos-Horta lehnt das Angebot der UNO ab, die von Australien geführte, multinationale Streitmacht durch eine offizielle, militärische UN-Friedenstruppe zu ersetzen. Ramos-Horta sagt, die regionale Truppe arbeite sehr effektiv. Die UNO sei durch ihre vielen Einsätze, wie im Libanon und Afghanistan überfordert, weswegen Osttimor nicht auch noch diese in Anspruch nehmen wolle. Der australische Premier Howard erklärt bei dem Treffen mit Ramos-Horta, Australien würde seine Truppen noch mindestens bis zu den Wahlen 2007 in Osttimor belassen. Die aktuelle Zahl von 950 Soldaten könnte aber reduziert werden. Insgesamt sind zu diesem Zeitpunkt 3.200 Soldaten aus Australien, Portugal, Malaysia und Neuseeland in Osttimor.
17. Oktober 2006: Die UN veröffentlichen den endgültigen Bericht zu den Unruhen, in dem ein Ermittlungsverfahren gegen Ex-Premierminister Alkatiri, die ehemaligen Minister Rogerio Lobato und Roque Rodrigues und dem Chef der Streitkräfte Brigadegeneral Taur Matan Ruak empfohlen wird. Präsident Gusmão begrüßt den Bericht als unabhängig und unparteiisch und forderte die Regierung auf, die Empfehlungen des Berichts zu überprüfen. Die internationalen Truppen rechnen mit weiteren Ausschreitungen, zumal die osttimoresischen Streitkräfte immer noch zum beschuldigten Ruak loyal sind.
18. Oktober 2006: Ramos-Horta erklärt, er stehe weiterhin hinter Brigadegeneral Ruak. Er habe volles Vertrauen in ihn und seine Führungsqualitäten.
23. Oktober 2006: Die Rümpfe zweier Männer aus dem Osten des Landes werden in Säcken in Dili gefunden. Gliedmaßen und Köpfe sind ihnen abgetrennt worden. Firaku-Banden machten dafür Kaladi-Banden verantwortlich die im Stadtteil Aimutin Straßensperren aufgebaut hatten. Ein Kampf zwischen den Banden am Markt von Comoro wird durch 100 internationale Polizisten und australische Soldaten beendet.
24. Oktober 2006: Der ehemalige Bischof von Dili und Friedensnobelpreisträger Belo trifft nacheinander Rebellenchef Reinado, Ex-Premier Alkatiri und Rogerio Lobato um Wege zu einer friedlichen Lösung zu finden.
25. Oktober 2006: Ein Mann wird bei einer Schießerei zwischen Banden auf dem Flughafen getötet. Ein weiterer ist bereits am Tag zuvor bei Kämpfen umgekommen. Der Flughafen Dilis wird daraufhin aus Sorge um die Sicherheit der Mitarbeiter für einen Tag geschlossen. In der Nacht zum 26. Oktober werden erneut zwei Menschen erschossen. Inzwischen sind auch wieder über 50 Verletzte zu beklagen. Darunter auch zwei Australier und ein chinesischer Staatsangehöriger. Premierminister Ramos-Horta macht für die Kämpfe die kriminellen Banden verantwortlich.
27. Oktober 2006: Von den Medien werden drei weitere Tote gemeldet, die an einem Strand Dilis gefunden wurden. Außerdem warnt die australische Regierung, dass die Banden nun gezielt Jagd auf australische Sicherheitskräfte und ihre Fahrzeuge machen würden. Anti-Australische Parolen, wie Aussies go home würden gerufen werden.
Die UN äußert Vermutungen, dass die Unruhen organisiert und die jugendlichen Randalierer mit Alkohol und anderen Drogen vollgepumpt werden würden. Wer dahinter steckt müsse aber erst noch ermittelt werden.
29. Oktober 2006: Eine osttimoresische Zeitung meldet australische Soldaten seien für den Tod zweier der Opfer der Vortage verantwortlich. Zudem seien die Australier für das neuerliche Aufflammen der Kämpfe verantwortlich. Osttimors Armeechef Brigadegeneral Taur Matan Ruak verlangt daraufhin eine genaue Untersuchung, warum die Unruhen trotz der australischen Truppen weitergingen. Der neue Kommandant der australischen Truppen in Dili, Brigadegeneral Mal Rerden und Premier Howard weisen die Vorwürfe zurück.
Zwei weitere Leichen werden in ein Krankenhaus in Dili gebracht. Sie waren mit Macheten zerstückelt worden.
30. Oktober 2006: Ein Vertreter der Regierung Osttimors berichtet von Drogenmissbrauch bei den Randalierern. Vor den Kämpfen würde vor Ort selbst produziertes Methamphetamin (Crystal Meth) konsumiert. Der Chef der australischen Polizisten in Dili, Australian Federal Police Commander Steve Lancaster widerspricht, Alkohol wäre das größere Problem.

### November 2006
2. November 2006: Ein Mitglied der Colimau 2000 wird von Mitgliedern des Perguruan Setia Hati Terate (PSHT) Martial Arts Club verprügelt. Die UN erklärt, dass es bei dem Vorfall sogar zwei Tote gab und 18 Häuser niedergebrannt wurden.
9. November 2006: Premierminister Ramos-Horta erklärt die schlimmste Phase der Gewalt sei vorbei, er bitte aber die ausländischen Truppen, dass sie weiterhin in Osttimor bleiben. Zu diesem Zeitpunkt leben noch 23.000 Menschen in Dili in Flüchtlingscamps, in den anderen Distrikten des Landes sind es noch insgesamt 70.000.
13. November 2006: In Dili demonstrieren hunderte junger Osttimoresen für Einheit und Frieden. Unter ihnen auch Mitglieder von rivalisierenden Jugendbanden, die sich vorher bekämpft haben.
Jugendliche der Colimau 2000 aus Ermera, Letefoho, Bobonaro und Atsabe, greifen einen Ableger des PSHT im Dorf Estado (Distrikt Ermera) an. Ein Zeuge sagt, etwa 600 Jugendliche von Colimau 2000 hätten, bewaffnet mit Samuraischwertern, Macheten, Speeren, Pfeil und Bogen und Gewehren den Martial Art Club angegriffen. Vier Menschen sollen dabei gestorben sein. Zehn Häuser wurden niedergebrannt. Der Angriff scheint ein Racheakt zu sein für den Angriff vom 2. November.
16. November 2006: Ramos-Horta fliegt mit einem Hubschrauber zum Schauplatz des Überfalls in Estado, um sich ein Bild von der Lage zu machen. Spezialeinheiten der Polizei werden in die Region entsandt.
22. November 2006: Straßenkämpfen in Maubisse. Einheimische geraten mit Mitgliedern von Colimau 2000 in Streit, als diese Bewohner Maubisses zwingen wollen Mitglied in der Organisation zu werden. Eine Person wird getötet, eine weitere verletzt. Als die Polizei eingreifen will, wird außerdem ein Polizist krankenhausreif geschlagen.
In Estado wurden inzwischen acht Personen im Zusammenhang mit dem Angriff auf den Martial-Arts-Club verhaftet.
24. November 2006: Alkatiri wiederholt seine Vorwürfe gegen Australien im Zusammenhang mit den Unruhen und kritisierte auch die Rolle der katholischen Kirche und Präsident Gusmãos bei seiner Absetzung.
30. November 2006: Die Gerichtsverhandlung gegen Lobato wird auf Januar 2007 vertagt, weil einer seiner drei Mitangeklagten nicht zum Gerichtstermin erschienen ist.

### Dezember 2006
4. Dezember 2006: Bei Kämpfen zwischen den Banden 7-7 und Perguruan Silat Setia Hati aus Dili gibt es zwei Tote und sechs Schwerverletzte. Innerhalb der nächsten zwei Tage werden 26 Personen von der UN-Polizei, unter dem Verdacht an den tödlichen Zusammenstößen beteiligt zu sein, verhaftet. Pfeile, Macheten und andere Waffen werden beschlagnahmt.
6. Dezember 2006: Der Inder Atul Khare wird von Kofi Annan zum neuen UN-Sondergesandter und Chef der UNMIT ernannt.
10. Dezember 2006: Ein timoresischer Übersetzer der UN-Polizei wird von Unbekannten zusammengeschlagen und stirbt einen Tag später im Krankenhaus an seinen Verletzungen. Ob der Angriff politischer Natur oder im Zusammenhang mit den Bandenunruhen steht, bleibt unklar.
17. Dezember 2006: Ein Mann wird erschossen und zwei weitere Männer verletzt, als rivalisierende Banden bei Dilis Hauptmoschee aufeinandertrafen. Der Bruder des Toten behauptet ein UN-Polizisten habe geschossen, die UN dementiert dies.
21. Dezember 2006: Rebellenchef Reinado trifft Armeechef Taur Matan Ruak in Dili um eine Lösung für die Krise zu finden. Reinado wird dafür mit einem Hubschrauber der australischen Armee aus seinem Dschungelversteck eingeflogen.

## 2007

### Januar 2007
9. Januar 2007: Die Gerichtsverhandlung gegen Ex-Minister Lobato und drei Mitangeklagte beginnt. Hunderte Anhänger demonstrieren für Lobato.
21. Januar 2007: In Dili kommt es erneut zu gewaltsamen Zwischenfällen. Drei Männer werden mit Macheten angegriffen, zwei davon sterben. An anderen Orten kämpfen rivalisierende Banden und Martial-Arts-Gruppen gegeneinander, werden aber von der internationalen Polizei getrennt.
26. Januar 2007: Osttimor, Australien und die UNO unterzeichnen einen Vertrag über die Koordinierung der Wiederherstellung der Sicherheit. Unter anderem wird ein Forum zur Diskussion über Sicherheitsfragen geschaffen.
Japan entsendet zwei Polizeibeamte nach Osttimor.

### Februar 2007
5. Februar 2007: UN-Generalsekretär Ban kündigt Verlängerung der UN-Mission in Osttimor um zwölf Monate an. Außerdem soll die Anzahl der UN-Polizisten erhöht werden.
6. Februar 2007: Untersuchungen gegen Ex-Premierminister Alkatiri wegen der Bewaffnung von Zivilisten während der Unruhen werden eingestellt.
15. Februar 2007: Der Staatsanwalt fordert für Ex-Minister Lobato sieben Jahre Gefängnis.

### März 2007
1. März 2007: Alfredo Reinado wird in Same zusammen mit Gastão Salsinha, dem unabhängigen Parlamentsabgeordneter Leandro Isaac und 150 Rebellen von der australischen Armee eingeschlossen.
4. März 2007: Australische Spezialeinheiten stürmen Same. Vier Rebellen werden getötet, einige Rebellen werden gefangen genommen. Reinado, Salsinha und die anderen entkommen. In der Nacht darauf kommt es zu Protesten und Ausschreitungen in Dili, Gleno und Ermera.
7. März 2007: Ex-Minister Lobato wird zu siebeneinhalb Jahren Gefängnis verurteilt.

### Mai 2007
25. Mai 2007: Präsident José Ramos-Horta enthüllt für jeden der elf bei den Unruhen getöteten Polizisten je eine Gedenktafel am Justizministerium.

### August 2007
9. August: erhielt Rogério Lobato erhält aufgrund von Problemen mit der Prostata und dem Herzen von Generalstaatsanwalt Longuinhos Monteiro die Erlaubnis, zur medizinischen Behandlung nach Malaysia zu fliegen. Justizministerin und Cousine Rogérios Lúcia Lobato wird dafür öffentlich kritisiert.

### Oktober 2007
4. Oktober 2007: Commander Railos wird im Zusammenhang mit der Aufstellung der Miliz und den folgenden Kämpfen verhaftet.

### November 2007
22. November 2007: Die meuternden Soldaten führen eine Militärparade in Gleno durch, mit der sie deutlich machen wollen, dass sie sich immer noch als Teil der F-FDTL fühlen. Sie fordern damit die Wiederaufnahme in die Verteidigungskräfte. Reinado droht Osttimor wieder destabilisieren zu wollen.
29. November 2007: Für den Mord an acht unbewaffneten Polizisten am 25. Mai 2006 werden vier Soldaten zu Gefängnisstrafen zwischen zehn und zwölf Jahren verurteilt.

## 2008

### Februar 2008
11. Februar 2008: Alfredo Reinado und einige Komplizen verüben Attentate auf Präsident Ramos-Horta und Premierminister Gusmão. Ramos-Horta wird schwer verletzt, Gusmão entkommt unverletzt. Reinado und ein Wachmann kommen bei dem folgenden Feuergefecht ums Leben.